# 1936 a sportban
1936 főbb sporteseményei a következők voltak:
- Az MTK győz az NB1-ben. A csapat 14. alkalommal végez az élen.
- Nyári olimpiai játékok Berlinben.
- Téli olimpiai játékok Garmisch-Partenkirchenben.
- Asztalitenisz-világbajnokság Prágában. A magyar csapat egy ezüst- és három bronzérmet nyer.
- Műkorcsolya-világbajnokság Párizsban.
- Műkorcsolya-Európa-bajnokság Berlinben. A Szekrényesy Piroska–Szekrényesy Attila páros bronzérmet nyer.
- augusztus 17.–szeptember 1. – A III. nemhivatalos sakkolimpia Münchenben. A magyar válogatott aranyérmet nyer.

## Jégkorong
| Kiírás                            | Bajnok                      | Ezüstérmes (vesztes)  | Bronzérmes                |
| --------------------------------- | --------------------------- | --------------------- | ------------------------- |
| 1936. évi téli olimpiai játékok   | Nagy-Britannia              | Kanada                | Amerikai Egyesült Államok |
| Világbajnokság                    | Nagy-Britannia              | Kanada                | Amerikai Egyesült Államok |
| Európa-bajnokság                  | Nagy-Britannia              | Csehszlovákia         | Németország Svédország    |
| / National Hockey League          | Detroit Red Wings           | Toronto Maple Leafs   |                           |
| / International Hockey League     | Detroit Olympics            | Windsor Bulldogs      |                           |
| American Hockey Association       | St. Louis Flyers            | St. Paul Saints       |                           |
| Eastern Amateur Hockey League     | Baltimore Orioles           |                       |                           |
| / North West Hockey League        | Seattle Seahawks            | Vancouver Lions       |                           |
| Angol bajnokság                   | Wembley Lions               | Richmond Hawks        | Streatham Royals          |
| Finn bajnokság                    | Ilves                       | Kiffen                | Helsingin Jalkapalloklubi |
| Francia bajnokság                 | Français Volants            | Stade Français        |                           |
| / Canadian–American Hockey League | Philadelphia Ramblers       | Providence Reds       |                           |
| Abbott-kupa                       | Saskatoon Wesleys           |                       |                           |
| Allan-kupa                        | Kimberley Dynamiters        | Sudbury Falcons       |                           |
| George Richardson-emlékkupa       | West Toronto Nationals      | Pembroke Lumber Kings |                           |
| Memorial-kupa                     | West Toronto Nationals      | Saskatoon Wesleys     |                           |
| Turnbull-kupa                     | Elmwood Maple Leafs         | Emerson Aces          |                           |
| Német bajnokság                   | Berliner Schlittschuhclub   | SC Riessersee         |                           |
| Norvég bajnokság                  | Grane SK                    | Holmen Red Eagles     | Hasle-Løren IL            |
| Olasz bajnokság                   | HC Diavoli Rossoneri Milano | Hockey Club Milano    |                           |
| Román bajnokság                   | HC Bragadiru București      |                       |                           |
| Skót bajnokság                    | Glasgow Mohawks             | Glasgow Mustangs      | Kelvingrove               |
| Mitchell-trófea                   | Glasgow Mohawks             | Kelvingrove           |                           |
| President’s Pucks                 | Glasgow Mohawks             | Kelvingrove           |                           |
| Spengler-kupa                     | HC Davos                    | LTC Praha             |                           |
| Svájci bajnokság                  | ZSC Lions                   | HC Davos              |                           |
| Svéd bajnokság                    | AIK Ishockey                | Södertälje SK         | Södertälje IF             |

## Születések
- január 10. – Csóka József, magyar labdarúgó, edző († 2019)
- január 16. – Tinus Bosselaar, holland válogatott labdarúgó, csatár († 2018)
- január 23. – Georgeta Hurmuzachi, olimpiai bronzérmes román szertornász
- január 28.
  - Waldyr Boccardo, világbajnok és olimpiai bronzérmes brazil kosárlabdázó († 2018)
  - Delio Gamboa, kolumbiai válogatott labdarúgó († 2018)
- január 29. – Joaquín Peiró, spanyol válogatott labdarúgó, edző († 2020)
- február 5. – Michel Rousseau, olimpiai és világbajnok francia kerékpárversenyző († 2016)
- február 18. – Ab McDonald, Stanley-kupa-győztes kanadai jégkorongozó († 2018)
- február 21. – Bárczay László, sakkolimpiai bajnok magyar nemzetközi sakknagymester († 2016)
- március 4. – Jim Clark, Formula–1-es világbajnok és indianapolisi 500-as győztes skót autóversenyző († 1968)
- március 8. – Nils Nilsson, világbajnok és olimpiai ezüstérmes svéd jégkorongozó († 2017)
- március 9. – Dömölky Lídia, olimpiai és Európa-bajnok magyar vívó († 2017)
- március 10. – Hunics József, olimpiai bronzérmes és Európa-bajnok magyar kenus († 2012)
- március 12. – Eddie Sutton, amerikai egyetemi kosárlabdaedző, Naismith Memorial Basketball Hall of Fame és National Collegiate Basketball Hall of Fame-tag († 2020)
- március 13. – Rich Kreitling, amerikai amerikai-futballista († 2020)
- március 19. – Finta Erzsébet, magyar sakkozó, női mester, kétszeres magyar bajnok († 2020)
- április 18. – Zijad Arslanagić, jugoszláv válogatott bosnyák labdarúgó († 2020)
- április 21. – Feliciano Rivilla, Európa-bajnok spanyol válogatott labdarúgó († 2017)
- április 24. – Guillermo Escalada, Copa América bajnok uruguayi válogatott labdarúgó († 2023)
- április 27. – Néstor Gonçalves, Copa América bronzérmes uruguayi válogatott labdarúgó († 2016)
- április 29. – Bernie Parrish, NFL-bajnok amerikai amerikaifutball-játékos († 2019)
- május 2.
  - Franck Delhem, belga tőrvívó, olimpikon († 2020)
  - Mendelényi Tamás, olimpiai bajnok magyar kardvívó († 1999)
- május 3. – Istvánfi Csaba, magyar pszichológus, edző, testnevelő tanár. Professor emeritus, a Testnevelési Egyetem rektora (1984–1994) († 2017)
- május 24. – Werner von Moltke, Európa-bajnok német atléta, tízpróbázó, olimpikon († 2019)
- május 25.
  - Kóczián Éva, világ- és Európa-bajnok magyar asztaliteniszező
  - Ely Tacchella, svájci válogatott labdarúgóhátvéd († 2017)
- június 7. – Domingo Pérez, Copa América-bajnok uruguayi válogatott labdarúgó († 2024)
- június 10. – Eugenio Bersellini, olasz labdarúgó, fedezet, edző († 2017)
- június 18. – Denny Hulme, új-zélandi autóversenyző († 1992)
- június 19. – Andriska Vilmos, magyar labdarúgó, hátvéd, edző, sportvezető († 2015)
- június 22. – Fernando Olivella, Európa-bajnok spanyol válogatott labdarúgó († 2023)
- június 23. – Paolo Barison, olasz válogatott labdarúgó, csatár, edző († 1979)
- június 24. – Tony Brown, angol krikettjátékos († 2020)
- június 28. – George Crowe, kanadai jégkorongozó és edző († 2019)
- július 7. – Jo Siffert, svájci autóversenyző, Formula–1-es pilóta († 1971)
- július 10. – Fábián László, olimpiai, világ- és Európa-bajnok magyar kajakozó, edző († 2018)
- július 13. – Gallov Rezső, edző, újságíró, sportvezető
- július 16. – Samuel Schweber, argentin sakkozó, nemzetközi nagymester († 2017)
- július 18. – John McCormick, skót labdarúgó, hátvéd († 2017)
- július 23. – Benito Sarti, olasz válogatott labdarúgó († 2020)
- augusztus 21. – Feliciano Rivilla, Európa-bajnok spanyol válogatott labdarúgó († 2017)
- augusztus 24. – Monostori Tivadar, válogatott labdarúgó († 2014)
- augusztus 30. – Gianfranco Petris, olasz válogatott labdarúgó, középpályás, csatár († 2018)
- szeptember 4. – Josikava Josihisza, olimpiai bronzérmes és ázsiai játékok bajnok japán sportlövő († 2019)
- szeptember 10.
  - Fülöp Mihály, kétszeres világbajnok magyar tőrvívó († 2006)
  - Dimitar Largov, bolgár válogatott labdarúgó († 2020)
- szeptember 11. – Billy Ritchie, skót válogatott labdarúgókapus († 2016)
- szeptember 15. – Ashley Cooper, Australian Open, Wimbledon és US Open győztes ausztrál teniszező, International Tennis Hall of Fame-tag († 2020)
- szeptember 20. – Salvador Reyes, mexikói válogatott labdarúgó, csatár, edző († 2012)
- szeptember 23. – George Eastham, világbajnok angol válogatott labdarúgó
- szeptember 30. – Edgardo González, uruguayi válogatott labdarúgó († 2007)
- október 4. – Bicskey Richárd, magyar pályakerékpáros, olimpikon († 2020)
- október 9. – Sverre Andersen, norvég válogatott labdarúgó, kapus, edző († 2016)
- október 17. – Vizi Imre, magyar nemzetiségű román válogatott kosárlabdázó († 2020)
- október 25.
  - Elena Dobrowolski, kétszeres olimpiai és világbajnoki bronzérmes román szertornász, edző, kinetoterapeuta, egyetemi tanár
  - Joaquín Pérez, kétszeres olimpiai bronzérmes mexikói lovas, díjugrató († 2011)
- október 26. – Morris Foster, ír országútikerékpáros, olimpikon († 2020)
- november 3.
  - Roy Emerson, Australian Open, Roland Garros, Wimbledon és US Open győztes ausztrál teniszező, International Tennis Hall of Fame-tag
  - Marosi Paula, olimpiai és világbajnok magyar vívó († 2022)
- november 9. – Mihails Tāls szovjet sakknagymester, a sakktörténet nyolcadik világbajnoka († 1992)
- november 13.
  - Uta Poreceanu, olimpiai bronzérmes román szertornász, edző († 2018)
  - Ludmila Švédová, olimpiai ezüstérmes cseh tornász († 2018)
- november 29. – Joe Cini, máltai válogatott labdarúgó
- december 6. – Isacio Calleja, Európa-bajnok spanyol válogatott labdarúgó († 2019)
- december 12. – Balázs Jolán, kétszeres olimpiai bajnok román magasugró († 2016)
- december 9. – Ben Pon, holland autóversenyző, Formula–1-es pilóta, sportlövő olimpikon († 2019)
- december 13. – J. C. Martin, World Series bajnok amerikai baseballjátékos
- december 23. – Willie Wood, NFL-bajnok és Super Bowl-győztes amerikai amerikaifutball-játékos, edző, Pro Football Hall of Fame-tag († 2020)
- december 29. – Pierre Hanon, belga válogatott labdarúgó, középpályás, hátvéd († 2017)
- december 30. – Mike Spence, brit autóversenyző, Formula–1-es pilóta († 1968)

## Halálozások
| Halálozás    | Név               | Nemzetiség, sportág, eredmények                                   | Születés |
| ------------ | ----------------- | ----------------------------------------------------------------- | -------- |
| január 3.    | Jorge Brown       | argentin válogatott labdarúgó                                     | 1880     |
| február 17.  | Tom York          | amerikai baseballjátékos                                          | 1850     |
| február 25.  | Arthur Amundsen   | olimpiai ezüst- és bronzérmes norvég tornász                      | 1886     |
| március 6.   | Einar Sahlstein   | olimpiai bronzérmes finn tornász                                  | 1887     |
| március 13.  | Gunnar Höjer      | olimpiai bajnok svéd tornász                                      | 1875     |
| március 26.  | Kurt Stenberg     | olimpiai bronzérmes finn tornász                                  | 1888     |
| április ?    | Conrad Böcker     | olimpiai bajnok német tornász                                     | 1876     |
| május 3.     | Caesar Mannelli   | / olimpiai bajnok olasz-amerikai rögbijátékos                     | 1897     |
| május 23.    | Edward M. Lewis   | amerikai baseballjátékos                                          | 1872     |
| június 3.    | Billy Shindle     | amerikai baseballjátékos                                          | 1860     |
| június 15.   | Lorenzo Mangiante | olimpiai bajnok olasz tornász                                     | 1891     |
| június 20.   | Frank Childs      | amerikai ökölvívó                                                 | 1867     |
| július 11.   | Herbert Drury     | olimpiai bronzérmes brit tornász                                  | 1883     |
| október 1.   | Kanyaurek Lipót   | magyar válogatott labdarúgó, balfedezet                           | 1884     |
| október 8.   | Red Ames          | World Series bajnok amerikai baseballjátékos                      | 1882     |
| október 31.  | Deacon McGuire    | amerikai baseballjátékos, menedzser                               | 1863     |
| november 7.  | Aurel Guga        | román válogatott labdarúgó                                        | 1898     |
| december 19. | Magnus Wegelius   | olimpiai ezüstérmes sportlövő és olimpiai bronzérmes finn tornász | 1884     |